# Jeunesse indépendante chrétienne féminine
La Jeunesse indépendante chrétienne féminine (JICF) est un mouvement chrétien de jeunesse féminine, fondé en 1931 et reconnu par l'Église en 1935 (le 24 janvier). Il s’inscrit dans la famille des mouvements d’Action catholique, recommandés par le Concile Vatican II.

## Historique
En 1931, Marie-Louise Monnet fonde la « Jeunesse indépendante chrétienne féminine » (JICF). Le 24 janvier 1935, la JICF est reconnue officiellement par la commission permanente des cardinaux et archevêques de France.
La JICF est fondée la même année que la Jeunesse Indépendante Chrétienne (JIC, mouvement fondé sous l'impulsion des jésuites) avec qui elle a quelques actions communes, mais tient à son autonomie et sa spécificité féminine. Elle est un lieu de réflexion où la démarche de relecture de vie est proposée.
En 2015, la JICF a fêté ses 80 ans et a réuni pour l'occasion les filles en équipe de vie et les anciennes. Elle y a dévoilé son tout nouveau logo. 

## Organisation
L’équipe nationale est composée de filles, elles-mêmes en équipe de partage de vie. Leur rôle est de faire le lien entre les différentes équipes dans toute la France et avec les autres mouvements et les institutions catholiques. Elles sont accompagnées par un aumônier. 
Un thème d’année est défini en septembre. Il est repris dans la lettre d'information trimestrielle Essenc’ielles.
- 2007-2008 : « Oser vivre la différence, un vrai défi »
- 2008-2009 : « Vivre hier, aujourd'hui, demain »
- 2009-2010 : « Construire mon bonheur »
- 2010-2011 : « Voyager, découvrir et se découvrir »
- 2011-2012 : « Pour des relations plus vraies et plus profondes, ose explorer les sentiers de la rencontre ».
- 2012-2013 : « Choisir la confiance aujourd'hui pour inventer demain »
- 2013-2014 : « Notre avenir, toute une histoire à écrire"
- 2014-2015 : « L'histoire de mon sac à dos, des clés pour l'avenir »
- 2015-2016 : « Se parler, Du bonheur dans nos vies ? »
- 2016-2017 : « La vie dans tous ses instants »
- 2017-2018 : « De la racine de mes engagements aux fruits qu'ils produisent »
- 2018-2019 : « Libre d'être moi : pour vivre quoi ? »
- 2020-2021 : « Risquer la bienveillance dans le monde d'aujourd'hui »
- 2021-2022 : « Ces liens qui tissent nos vies »